# Даниловка (Первомайский район)
Дани́ловка (до 1948 года Сырт-Каракчора́; укр. Данилівка, крымскотат. Sırt Qaraq Çora, Сырт Къаракъ Чора) — исчезнувшее село в Первомайском районе Республики Крым, располагавшееся на востоке района, в степной части Крыма, примерно в 1 километре к северу от села Гвардейское.

### Динамика численности населения
| - 1805 год — 176 чел. - 1886 год — 174 чел. - 1889 год — 106 чел. - 1892 год — 105 чел. | - 1900 год — 166 чел. - 1911 год — 106 чел. - 1915 год — 112/41 чел. - 1926 год — 152 чел. |

## История
В центральной части Крыма издавна существовало поселение, состоявшее из нескольких лежащих поодаль участков, но каким-то, не зафиксированным в дошедших до нас документах, образом объединённых административно под общим названием Каракчора. Впервые оно было зафиксировано в Камеральном Описании Крыма… 1784 года как деревня Самарчик кадылыка Перекопского каймаканства Найман Каракчора. После присоединения Крыма к России (8) 19 апреля 1783 года, (8) 19 февраля 1784 года, именным указом Екатерины II сенату, на территории бывшего Крымского Ханства была образована Таврическая область и деревня была приписана к Перекопскому уезду. После Павловских реформ, с 1796 по 1802 год, входила в Акмечетский уезд Новороссийской губернии. По новому административному делению, после создания 8 (20) октября 1802 года Таврической губернии Каракчора была включена в состав Бозгозской волости Перекопского уезда.
В Ведомости о всех селениях в Перекопском уезде состоящих с показанием в которой волости сколько числом дворов и душ… от 21 октября 1805 года впервые выделяется отдельная деревня Сертка-Каракчора, в которой числилось 23 двора и 176 жителей, исключительно крымских татар. На военно-топографической карте генерал-майора Мухина 1817 года пока ещё показана одна деревня Каракчура с 35 дворами. После реформы волостного деления 1829 года Сирт Каракчору, согласно «Ведомости о казённых волостях Таврической губернии 1829 года», отнесли к Эльвигазанской волости. Затем, видимо, вследствие эмиграции крымских татар в Турцию, деревня заметно опустела и если на карте 1836 года в деревне 12 дворов, то на карте 1842 года Каракчора (или Сырт Каракчора) обозначена условным знаком «малая деревня» (это означает, что в ней насчитывалось менее 5 дворов).
В 1860-х годах, после земской реформы Александра II, деревню приписали к Ишуньской волости того же уезда. Согласно «Памятной книжке Таврической губернии за 1867 год», деревня была покинута жителями — в результате эмиграции крымских татар, особенно массовой после Крымской войны 1853—1856 годов, в Турцию, а затем заселена эстонцами. По обследованиям профессора А. Н. Козловского 1867 года, вода в колодцах деревни была пресная но «весьма глубокая» глубина колодцев колебалась от 25 до 30 саженей и более (53—64 м). Согласно энциклопедическому словарю «Немцы России», в 1864 году на 1308 десятинах приобретённой в собственность земли было основано эстонское лютеранское селение под тем же названием. На трёхверстовой карте Шуберта 1865—1876 года в деревне Каракчора (Сырт-Каракчора) обозначено 10 дворов. По немецкой энциклопедии, в 1886 году в деревне было 174 жителя, а в «Памятной книге Таврической губернии 1889 года», включившей результаты Х ревизии 1887 года, записан Сырт-Карачора, с 21 двором и 106 жителями.
После земской реформы 1890 года деревню отнесли к Александровской волости. Согласно «…Памятной книжке Таврической губернии на 1892 год», в деревне Сырт-Каракчора, входившей в Сырт-Каракчоринское сельское общество, было 105 жителей в 20 домохозяйствах. По «…Памятной книжке Таврической губернии на 1900 год», в деревне числилось 166 жителей в 18 дворах (в 1911 году — 106 жителей). 15 мая 1914 года в Сырт-Каракчоре состоялся первый крымский эстонский певческий праздник. По Статистическому справочнику Таврической губернии. Ч.II-я. Статистический очерк, выпуск пятый Перекопский уезд, 1915 год, в деревне Сырт-Каракчора Александровской волости Перекопского уезда числилось 21 двор (18 дворов с землёй, 3 — безземельные) с эстонским населением в количестве 112 человек приписных жителей и 41 — «посторонних», из которых 76 мужчин и 77 женщин. Жители владели 1038 десятинами удобной земли. В хозяйствах имелось 112 лошадей, 54 вола, 79 коров и 310 голов мелкого скота (в 1918 году в ней насчитывалось 111 жителей).
После установления в Крыму Советской власти и учреждения 18 октября 1921 года Крымской АССР, в составе Джанкойского уезда был образован Курманский район, в состав которого включили село. В 1922 году уезды получили название округов. 11 октября 1923 года, согласно постановлению ВЦИК, в административное деление Крымской АССР были внесены изменения, в результате которых был ликвидирован Курманский район и село включили в состав Джанкойского. Согласно Списку населённых пунктов Крымской АССР по Всесоюзной переписи 17 декабря 1926 года, в селе Сырт-Каракчора, Акчоринского (русского) сельсовета (в котором село состоит всю дальнейшую историю) Джанкойского района, числилось 37 дворов, из них 34 крестьянских, население составляло 152 человека, из них 126 эстонцев, 12 русских, 6 украинцев, 1 немец, 7 записаны в графе «прочие», действовала эстонская школа (дальнейшая судьба эстонского населения пока не установлена). Постановлением ВЦИК РСФСР от 30 октября 1930 года был создан Фрайдорфский еврейский национальный район (переименованный указом Президиума Верховного Совета РСФСР № 621/6 от 14 декабря 1944 года в Новосёловский) (по другим данным 15 сентября 1931 года) и село включили в его состав, а после разукрупнения в 1935-м и образования также еврейского национального Лариндорфского (с 1944 — Первомайский), село переподчинили новому району.
С 25 июня 1946 года селение в составе Крымской области РСФСР. Указом Президиума Верховного Совета РСФСР от 18 мая 1948 года Сырт-Каракчору переименовали в Даниловку. 26 апреля 1954 года Крымская область была передана из состава РСФСР в состав УССР. Ликвидировано к 1968 году, поскольку в справочнике 1968 года среди действующих уже не значится.